# Scott Hahn
Scott Hahn (Bethel Park, 28 de outubro de 1957) é um autor contemporâneo e teólogo católico estadunidense. Quando pastor presbiteriano, utilizava todas suas forças para converter pessoas da Igreja Católica para o protestantismo, até que ele mesmo veio a converter-se ao catolicismo, "acolhendo, como filho amado, a graça divina", segundo entendem os convertidos a esta Igreja. Assim tornou-se um dos maiores pregadores católicos dos EUA. As suas obras incluem Rome Sweet Home (traduzido para língua portuguesa como Todos os Caminhos vão dar a Roma e escrito em conjunto com a sua mulher, Kimberly Hahn) e The Lamb's Supper: The Mass as Heaven on Earth (traduzido para a língua portuguesa com o título "O Banquete do Cordeiro"). Actualmente, ensina na Universidade Franciscana de Steubenville, um estabelecimento de ensino católico nos Estados Unidos.